# Bouréma Condé
Pour les articles homonymes, voir Condé.
Le général Bouréma Condé, est un ingénieur agronome, militaire et homme politique guinéen.
Il est nommé Ministre de l’Administration du territoire et de la Décentralisation le 24 février 2015 dans le gouvernement Fofana (2), le  gouvernement Youla, puis reconduit dans le gouvernement Kassory I et II, sous la présidence d'Alpha Condé jusqu'au 5 septembre 2021.

## Biographie

### Parcours militaire
En 1981 il obtient sont brevet militaire interarmées, entre 1982 et 1984 instructeur école militaire interarmées, puis entre 1984 et 1985 il intègre le groupement des officiers d’infanterie à Montpellier (France) (Infanterie motorisée).
Revenu en Guinée, il officier major de l’Université de Kankan entre 1986 et 1987 avant d’être secrétaire général de la 3e Région militaire de Kankan et cumulativement officier chargé de bureau opérations instruction.
De 2011 en 2012 il est le chef d'État-major particulier à la présidence de la république, puis commandant général des unités militaires de production agricole et agro-industrielles
En 2014 il est conseiller chargé de mission à la présidence, cumulativement avec ses fonctions précédentes.

### Parcours politique

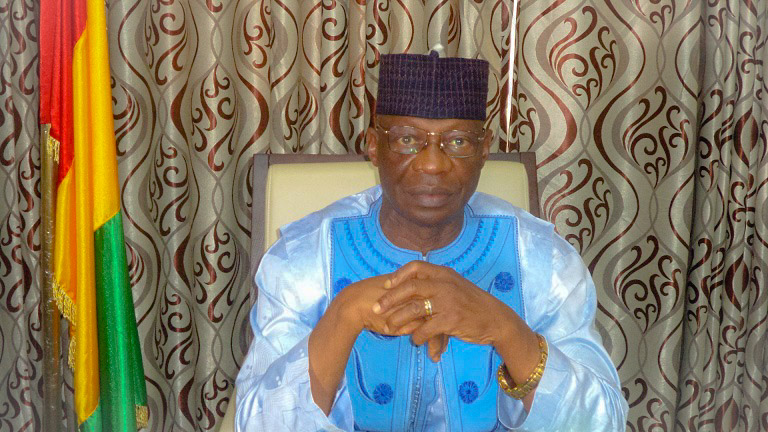
Bouréma Condé en 2020

Il est sous-préfet de Banankoro entre 1996 et 2002, Préfet de Mandiana de 2004 à 2007 et unique Préfet reconduit sur les 33 à la suite des grèves générales en Guinée de 2007, Préfet de N’Zérékoré de 2007 et 2009, il devient Gouverneur de N’Zérékoré 2004 puis Ministre de l’Agriculture 2010 et redevient Gouverneur de N’Zérékoré 2010.
De 2015 en 2021, il était le Ministre de l’Administration du territoire et de la Décentralisation de la Guinée.